# Miridiba furcillata
Miridiba furcillata är en skalbaggsart som beskrevs av Keith och Guido Sabatinelli 2010. Miridiba furcillata ingår i släktet Miridiba och familjen Melolonthidae. Inga underarter finns listade i Catalogue of Life.